# Senostoma pectinatum
Senostoma pectinatum är en tvåvingeart som beskrevs av Barraclough 1992. Senostoma pectinatum ingår i släktet Senostoma och familjen parasitflugor. Inga underarter finns listade i Catalogue of Life.